# Canada Open 1974
Il Canada Open 1974 è stato un torneo di tennis giocato sulla terra verde. È stata la 84ª edizione del Canada Open, che fa parte del Commercial Union Assurance Grand Prix 1974 e del Women's International Grand Prix 1974. Sia il torneo maschile che quello femminile si è giocati a Toronto in Canada dal 12 al 18 agosto 1974.

## Campioni

### Singolare maschile
Guillermo Vilas ha battuto in finale  Manuel Orantes con il punteggio di 6–4, 6–2, 6–3.

### Singolare femminile
Chris Evert  ha battuto in finale  Julie Heldman con il punteggio di 6–0, 6–3.

### Doppio maschile
Manuel Orantes /  Guillermo Vilas hanno battuto in finale   Jürgen Fassbender /  Hans-Jürgen Pohmann con il punteggio di 6–4, 5–7, 7–6.

### Doppio femminile
Gail Sherriff /  Julie Heldman hanno battuto in finale   Chris Evert /  Jeanne Evert con il punteggio di 6–3, 6–4.